# Operacija Franz
Operacija Franz (François) bio je pokušaj vojne obavještajne službe Trećeg Reicha Abwehra kojim bi se poslužili disidentskim narodom Kaškajaca (Qashqai) u Iranu radi sabotiranja britanskog i američkog lanca opskrbljivanja Sovjetskog Saveza.
Akciju je vodio poznati komandos Otto Skorzeny koji je poslao u Iran pod savezničkom okupacijom 502. SS lovački bataljun. Iskrcali su se padobranski. Prva je misija bila ljeta 1943. godine. Skorzeny je ostao u pozadini uvježbavati novake. Sami je projekt ocijenio promašajem zbog neodgovarajućih pojačanja i opskrbnog pravca potrebnog za obaviti ovu zadaću.
U životopisu Paula Ernsta Fackenheima koju je napisao Michael Bar-Zohar, piše da je Fackenheim dok je bio u zarobljeništvu u Latrunu, gdje su Britanci također držali nacističkog simpatizera generala Fazlollaha Zahedija, vidio "šestoricu ili sedmoricu zarobljenih SS-ovaca koji su sletili padobranima u južni Iran, puni eksploziva i zlata te pokušali podmititi Kaškajce da se ovi pobune protiv Britanaca... kad su ostali bez zlata, Kaškajci su ih predali Britancima"